# Эйк, Каролина
Каролина Эйк (нем. Carolina Eyck; род. 26 декабря 1987 года, Восточный Берлин, ГДР) ― немецкий музыкальный исполнитель, специализирующаяся на игре на электронном инструменте терменвоксе. Одна из наиболее известных современных популяризаторов игры на данном инструменте.

## Биография

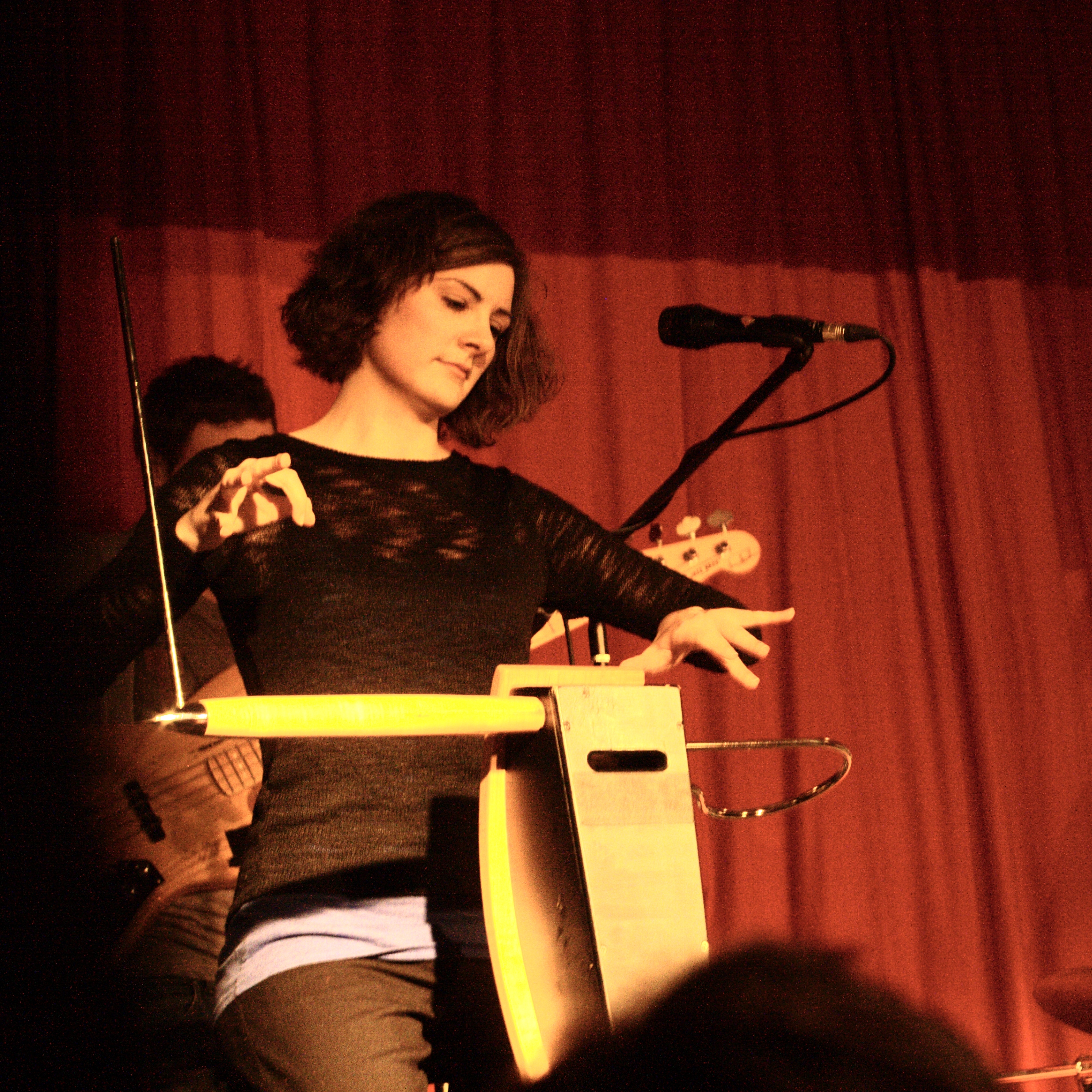
Каролина Эйк на выступлении в джаз-клубе «Телеграф»

Каролина Эйк родилась 26 декабря 1987 года. Является лужичанкой по происхождению. Отец ― Ян Блик, музыкант.
Ныне считается одним из самых выдающихся в мире виртуозов среди терменвоксистов. После дебюта в составе Берлинского филармонического оркестра она была приглашена к участию в Международном музыкальном фестивале имени Богуслава Мартину в Базеле. Также участвовала в Давосском фестивале (Швейцария), играла в Концертхаусе в Берлин, Большом фестивальном зале Зальцбурга (Австрия), Национальном театре Лиссабона (Португалия) и Дворце искусств Будапешта. Давала концерты в Польше, Чехии, Люксембурге, Швеции, Финляндии, Великобритании, Италии, Швейцарии, Австрии, Японии, Мексике, Чили, Португалии, Венгрии, Пакистане, Турции и США.
Во время своих концертных туров Эйк сотрудничала с многими именитыми музыкантами и оркестрами, включая Хайнца Холлигера, Роберта Колински, Герхарда Оппитца, Андрея Борейко, Михаэля Зандерлинга, Гюрера Айкаля, Джона Сторгардса, Симфонический оркестр Берлинского радио, Бернским симфоническим оркестром, Филармоническим оркестром Эссена, Государственным оркестром Бранденбурга, Штутгартским филармоническим оркестром, Симфоническим оркестром Гейдельберга и оркестром Моцартеум в Зальцбурге. Была приглашённым музыкантом Гамбургского балета, исполнявшим «Русалочку» Леры Ауэрбах в Японии и Сан-Франциско. В 2012 году Эйк исполнила соло на терменвоксе на мировой премьере двух симфоний «Месопотамия» и «Вселенная» Фазиля Сая. Финский композитор Калеви Ахо посвятил Каролине концерт на терменвоксе, который она впервые исполнила в октябре 2012 года. Концерт на терменвоксе «Танцпол с пульсацией» французского композитора Режиса Кампо был написан для Эйк, и его премьера состоялась в Брюссельском филармоническом оркестре в 2018 году.
В 2006 году Эйк опубликовала первый методический труд по игре на терменвоксе под названием «Искусство игры на терменвоксе». Следуя её технике, игрок может настроить терменвокс под свою руку и полагаться на положение своих пальцев, а не исправлять ноты после того, как они станут слышны. С 2010 года Эйк является художественным руководителем Летней академии терменвокса в Кольмаре, Франция, и с тех пор проводит семинары, лекции и мастер-классы по всему миру. Также в 2006 году она стала победительницей Международного конкурса композиторов, организованного Радио/телевидением Берлин-Бранденбург в 2006 году. С тех пор она проводила семинары, лекции и мастер-классы в Германии, Швеции, Польше, Великобритании, Соединённых Штатах Америки, Мексике и Японии. В 2010 году Эйк получила степень бакалавра музыки по классу альта в Королевском музыкальном колледже в Стокгольме, Швеция.
В 2015 году она получила немецкую премию Echo Klassik в категории «Концертная запись года (музыка 20―21 веков)» за исполнение концерта на терменвоксе «Восемь сезонов» Калеви Ахо под управлением Джона Сторгордса совместно с Лапландским камерным оркестром.
14 августа 2020 года Эйк поучаствовала в программе BBC Radio 3 In Tune, чтобы обсудить терменвокс. Во время шоу она исполнила отрывок из собственного трибьюта Friend, а также полную версию темы из «Доктора Кто», последняя из которых была записана на видео.

## Дискография

### LP
- Theremin (2008, Servi)
- Fazil Say (2013, Imaj)
- Improvisations for Theremin and Piano (2014, Butterscotch Records)
- Theremin Sonatas (2015, Genuin) with Christopher Tarnow
- Fantasias for Theremin and String Quartet (2016, Butterscotch Records)
- Waves (2019, yeyeh)
- Elegies for Theremin & Voice (2019, Butterscotch Records)
- Thetis 2086 (2022 Neue Meister)

### Синглы и EP
- Reja (2018)
- Elephant in Green (2019)
- Northern Lights (2020)

### Лайв-альбомы
- Kalevi Aho (2013, BIS)

## Сочинения
- Carolina Eyck: The Art of Playing the Theremin. SERVI Verlag, Berlin 2006, ISBN 3-933757-08-8
- Carolina Eyck: Die Kunst des Thereminspiels. SERVI Verlag, Berlin 2006, ISBN 3-933757-07-X, EAN 4025 1187 0631